# Matsushita (Klan)
Die Matsushita (japanisch 松下氏, Matsushita-shi) waren eine Familie des japanischen Schwertadels (Buke) der Sengoku-Zeit aus der Provinz Mikawa. Ihren Rang als Daimyō verloren sie bereits 1644. 

## Genealogie
- Yukitsuna (之綱; 1537–1598), diente erst den Imagawa, unter denen er Burgherr von Zudaji (頭陀寺)[A 1] war, wo ihm Toyotomi Hideyoshi diente. Später war Yukitsuna ein Vasall Tokugawa Ieyasus und schließlich nach Toyotomis Aufstieg zum Regenten (Kampaku) dieser. Jener gab ihm auch den Titel Iwami no kami und 1590 das Lehen Kuno (久野藩, Kuno-han) in der Provinz Tōtōmi mit einem Einkommen von 16.000 Koku.[1]
- Shigetsuna (重綱; 1579–1627), zweiter Sohn Yukitsunas, residierte erst in Kuno, ab 1603 in Kobari[A 2], ab 1623 in Karasuyama und schließlich ab 1627 in Nihonmatsu mit 50.000 Koku.[2]
- Nagatsuna (長綱; 1610–1658), Shigetsunas Sohn, wurde nach dem Tode seines Vaters nach Miharu mit 30.000 Koku in der Provinz Mutsu versetzt. Er baute die Burg dort aus, wurde aber 1644 wegen schlechter Amtsführung abgesetzt, womit diese Familie ihren Daimyō-Rang verlor, und lebte dann bei den Tosa-Yamauchi, der Familie seiner Frau.[3]